# Torneo del Interior B 2015
El Torneo del Interior B 2015 fue la décima primera edición de la segunda competencia de clubes del interior más importante de rugby en Argentina, después del Torneo de interior A.
GER se consagró campeón al derrotar a CURNE por 32 a 23.

## Forma de disputa
El torneo contó con cuatro zonas de 4 equipos. Se jugó todos contra todos a dos ruedas, dónde los 2 primeros avanzaron a la siguiente fase.

## Equipos
| Torneo     | Equipo             | Ciudad                |
| ---------- | ------------------ | --------------------- |
| NOA        | Lince              | San Miguel de Tucumán |
| NOA        | Gimnasia y Tiro    | Salta                 |
| Litoral    | CAE                | Paraná                |
| Litoral    | Old Resian         | Rosario               |
| Litoral    | GER                | Rosario               |
| Cuyo       | Banco              | Mendoza               |
| Cuyo       | Teqüe              | Mendoza               |
| Córdoba    | Universitario (C)  | Córdoba               |
| Córdoba    | Jockey Villa María | Villa María           |
| Pampeano   | Los Cardos         | Mar del Plata         |
| Pampeano   | San Ignacio        | Mar del Plata         |
| Patagónico | Marabunta          | Cipolletti            |
| Patagónico | Comodoro           | Comodoro Rivadavia    |
| NEA        | CURNE              | Resistencia           |
| NEA        | Regatas            | Resistencia           |
| NEA        | San Patricio       | Corrientes            |

### Distribución geográfica de los equipos
| Jurisdicción              | Cant. | Equipos                               |
| ------------------------- | ----- | ------------------------------------- |
| Provincia de Córdoba      | 2     | Universitario (C), Jockey Villa María |
| Provincia de Mendoza      | 2     | Teqüe, Banco                          |
| Provincia de Santa Fe     | 2     | Old Resian, GER                       |
| Provincia de Buenos Aires | 2     | San Ignacio, Los Cardos               |
| Provincia de Chaco        | 2     | CURNE, Regatas                        |
| Provincia de Entre Ríos   | 1     | CAE                                   |
| Provincia de Tucumán      | 1     | Lince                                 |
| Provincia de Río Negro    | 1     | Marabunta                             |
| Provincia de Salta        | 1     | Gimnasia y Tiro                       |
| Provincia de Corrientes   | 1     | San Patricio                          |
| Provincia de Chubut       | 1     | Comodoro                              |

## Primera fase

### Zona 1
| Equipos     | Encuentros | Encuentros | Encuentros | Encuentros | Puntos |
| Equipos     | PJ         | PG         | PE         | PP         | Puntos |
| ----------- | ---------- | ---------- | ---------- | ---------- | ------ |
| GER         | 3          | 2          | 0          | 1          | 11     |
| San Ignacio | 3          | 2          | 1          | 0          | 10     |
| Los Cardos  | 3          | 1          | 1          | 1          | 6      |
| Old Resian  | 3          | 0          | 0          | 3          | 2      |

### Zona 2
| Equipos     | Encuentros | Encuentros | Encuentros | Encuentros | Puntos |
| Equipos     | PJ         | PG         | PE         | PP         | Puntos |
| ----------- | ---------- | ---------- | ---------- | ---------- | ------ |
| CURNE       | 3          | 3          | 0          | 0          | 13     |
| Jockey (VM) | 3          | 2          | 0          | 1          | 9      |
| CAE         | 3          | 1          | 0          | 2          | 5      |
| Regatas     | 3          | 0          | 0          | 3          | 1      |

### Zona 3
| Equipos           | Encuentros | Encuentros | Encuentros | Encuentros | Puntos |
| Equipos           | PJ         | PG         | PE         | PP         | Puntos |
| ----------------- | ---------- | ---------- | ---------- | ---------- | ------ |
| Gimnasia y Tiro   | 3          | 2          | 0          | 1          | 9      |
| Lince             | 3          | 2          | 0          | 1          | 8      |
| San Patricio      | 3          | 2          | 0          | 1          | 8      |
| Universitario (C) | 3          | 0          | 0          | 3          | 2      |

### Zona 4
| Equipos   | Encuentros | Encuentros | Encuentros | Encuentros | Puntos |
| Equipos   | PJ         | PG         | PE         | PP         | Puntos |
| --------- | ---------- | ---------- | ---------- | ---------- | ------ |
| Banco     | 3          | 3          | 0          | 0          | 13     |
| Marabunta | 3          | 2          | 0          | 1          | 11     |
| Teqüe     | 3          | 1          | 0          | 2          | 6      |
| Comodoro  | 3          | 0          | 0          | 3          | 0      |

## Fase Final

### Cuadro de desarrollo
|  | Cuartos de final | Cuartos de final |       |             | Semifinales | Semifinales |  |       | Final     | Final     |  |
|  | 25/4/2015        | 25/4/2015        |       |             | 9/5/2015    | 9/5/2015    |  |       | 16/5/2015 | 16/5/2015 |  |
|  |                  |                  |       |             |             |             |  |       |           |           |  |
|  |                  |                  |       |             |             |             |  |       |           |           |  |
|  | Gimnasia y Tiro  | 16               |       |             |             |             |  |       |           |           |  |
|  | Gimnasia y Tiro  | 16               |       |             |             |             |  |       |           |           |  |
|  | Jockey (VM)      | 17               |       |             |             |             |  |       |           |           |  |
|  | Jockey (VM)      | 17               |       | Jockey (VM) | 20          |             |  |       |           |           |  |
|  |                  |                  |       | Jockey (VM) | 20          |             |  |       |           |           |  |
|  |                  |                  | CURNE | 33          |             |             |  |       |           |           |  |
|  | CURNE            | 61               | CURNE | 33          |             |             |  |       |           |           |  |
|  | CURNE            | 61               |       |             |             |             |  |       |           |           |  |
|  | San Ignacio      | 15               |       |             |             |             |  |       |           |           |  |
|  | San Ignacio      | 15               |       |             |             |             |  | CURNE | 23        |           |  |
|  |                  |                  |       |             |             |             |  | CURNE | 23        |           |  |
|  |                  |                  | GER   | 32          |             |             |  |       |           |           |  |
|  | GER              | 78               | GER   | 32          |             |             |  |       |           |           |  |
|  | GER              | 78               |       |             |             |             |  |       |           |           |  |
|  | Marabunta        | 26               |       |             |             |             |  |       |           |           |  |
|  | Marabunta        | 26               |       | GER         | 29          |             |  |       |           |           |  |
|  |                  |                  |       | GER         | 29          |             |  |       |           |           |  |
|  |                  |                  | Banco | 14          |             |             |  |       |           |           |  |
|  | Banco            | 20               | Banco | 14          |             |             |  |       |           |           |  |
|  | Banco            | 20               |       |             |             |             |  |       |           |           |  |
|  | Lince            | 19               |       |             |             |             |  |       |           |           |  |
|  | Lince            | 19               |       |             |             |             |  |       |           |           |  |
|  |                  |                  |       |             |             |             |  |       |           |           |  |

| Campeón Gimnasia y Esgrima de Rosario |